# Halo, Halo
Halo, Halo (Хало, Xало) var Jugoslaviens bidrag i Eurovision Song Contest 1982, framförd av gruppen Aska. Det var det 14:e framträdandet i turordningen den kvällen och bidraget hamnade på en 14:e plats med 21 poäng, varav 12 poäng från den svenska juryn.
Låten var skriven av Aleksandar Sanja Ilić (musik) och Miroslav Zec (text). Zvonimir Skerl var dirigent när bidraget framfördes i Eurovision Song Contest.